# Skintight
Skintight (рус. «Плотно облегающий», «Обтягивающий») — третий студийный альбом норвежской исполнительницы Лив Кристин, вокалистки Leaves’ Eyes. Лейбл Napalm Records выпустил альбом 27 августа 2010 года. Продюсером, как и прошлый раз, стал супруг вокалистки Александр Крулль.

## Список композиций
Все тексты написаны Лив Кристин, вся музыка написана Торстеном Бауером и Александром Круллом.
| №   | Название                | Длительность |
| --- | ----------------------- | ------------ |
| 1.  | «Skintight»             | 3:18         |
| 2.  | «Twofold»               | 3:07         |
| 3.  | «Train to Somewhere»    | 3:33         |
| 4.  | «Love in Grey»          | 4:10         |
| 5.  | «Emotional Catastrophe» | 2:43         |
| 6.  | «Life Line»             | 3:04         |
| 7.  | «Boy at the Window»     | 3:45         |
| 8.  | «Wonders»               | 3:11         |
| 9.  | «Versified Harmonies»   | 4:12         |
| 10. | «The Rarest Flower»     | 4:05         |

| №   | Название      | Длительность |
| --- | ------------- | ------------ |
| 11. | «One of Them» | 3:24         |

## История релизов
| Страна           | Дата            |
| ---------------- | --------------- |
| Австрия          | 27 августа 2010 |
| Германия         | 27 августа 2010 |
| Швейцария        | 27 августа 2010 |
| Остальная Европа | 30 августа 2010 |
| Канада           | 31 августа 2010 |
| США              | 31 августа 2010 |

## Участники записи
- Лив Кристин Эспенес-Крулль — вокал
- Торстен Бауер — гитара (акустическая и электронная), саз, фламенцо-гитара, мандолина, ситар, уд, пианино
- Севен Антонопулос — ударные
- Оливер Палотей — пианино в «The Rarest Flower»
- Кристоф Кутзер — виолончель в «The Rarest Flower»
- Александр Крулль — клавишные, программирование, семплы